# Портервілл (Каліфорнія)
Портервілл (англ. Porterville) — місто (англ. city) в США, в окрузі Туларе штату Каліфорнія. Населення — 62 623 особи (2020).

## Географія
Портервілл розташований за координатами 36°3′48″ пн. ш. 119°2′1″ зх. д. / 36.06333° пн. ш. 119.03361° зх. д. (36.063255, -119.033522).  За даними Бюро перепису населення США в 2010 році місто мало площу 45,79 км², з яких 45,60 км² — суходіл та 0,19 км² — водойми.

### Клімат
| Клімат : Портервілл   | Клімат : Портервілл | Клімат : Портервілл | Клімат : Портервілл | Клімат : Портервілл | Клімат : Портервілл | Клімат : Портервілл | Клімат : Портервілл | Клімат : Портервілл | Клімат : Портервілл | Клімат : Портервілл | Клімат : Портервілл | Клімат : Портервілл | Клімат : Портервілл |
| Показник              | Січ.                | Лют.                | Бер.                | Квіт.               | Трав.               | Черв.               | Лип.                | Серп.               | Вер.                | Жовт.               | Лист.               | Груд.               | Рік                 |
| Середній максимум, °C | 14,4                | 17,6                | 20,9                | 24,8                | 28,9                | 33,6                | 38,1                | 36,8                | 33,8                | 27,4                | 20,9                | 14,4                | 26,0                |
| Середній мінімум, °C  | 2,0                 | 3,9                 | 5,6                 | 7,9                 | 11,0                | 14,2                | 17,6                | 16,6                | 13,4                | 9,7                 | 4,8                 | 2,7                 | 9,2                 |
| Норма опадів, мм      | 55                  | 51                  | 59                  | 25                  | 13                  | 4                   | 0                   | 1                   | 9                   | 17                  | 29                  | 45                  | 323                 |
| Днів з опадами        | 7,2                 | 6,9                 | 6,3                 | 2,8                 | 1,6                 | 0,4                 | 0,3                 | 0,3                 | 1,7                 | 1,7                 | 3,9                 | 5,4                 | 38,5                |
| --------------------- | ------------------- | ------------------- | ------------------- | ------------------- | ------------------- | ------------------- | ------------------- | ------------------- | ------------------- | ------------------- | ------------------- | ------------------- | ------------------- |
| Джерело: NOAA         |                     |                     |                     |                     |                     |                     |                     |                     |                     |                     |                     |                     |                     |

## Демографія
Згідно з переписом 2010 року, у місті мешкало 54 165 осіб у 15 644 домогосподарствах у складі 12 309 родин. Густота населення становила 1183 особи/км².  Було 16734 помешкання (365/км²).
Расовий склад населення:
| - 58,8 % — білих - 4,7 % — азіатів - 1,9 % — корінних американців - 1,2 % — чорних або афроамериканців - 0,1 % — вихідців з тихоокеанських островів - 28,6 % — осіб інших рас |

До двох чи більше рас належало 4,7 %. Частка іспаномовних становила 61,9 % від усіх жителів.
За віковим діапазоном населення розподілялося таким чином: 33,5 % — особи молодші 18 років, 57,1 % — особи у віці 18—64 років, 9,4 % — особи у віці 65 років та старші. Медіана віку мешканця становила 28,8 року. На 100 осіб жіночої статі у місті припадало 97,9 чоловіків;  на 100 жінок у віці від 18 років та старших — 95,2 чоловіків також старших 18 років.
Середній дохід на одне домашнє господарство  становив 53 219 доларів США (медіана — 38 456), а середній дохід на одну сім'ю — 58 014 долари (медіана — 40 798). Медіана доходів становила 39 430 доларів для чоловіків та 27 343 долари для жінок. За межею бідності перебувало 30,9 % осіб, у тому числі 37,4 % дітей у віці до 18 років та 16,4 % осіб у віці 65 років та старших.
Цивільне працевлаштоване населення становило 19 519 осіб. Основні галузі зайнятості: освіта, охорона здоров'я та соціальна допомога — 25,3 %, сільське господарство, лісництво, риболовля — 19,3 %, роздрібна торгівля — 12,8 %, мистецтво, розваги та відпочинок — 7,2 %.

## Персоналії
- Джоан Марш (1913/1914-2000) — американська кіноакторка.